# Was das Herz begehrt
Was das Herz begehrt ist eine US-amerikanische romantische Filmkomödie von Regisseurin und Drehbuchautorin Nancy Meyers.

## Handlung
Harry ist ein alternder Musikproduzent von 63 Jahren, der sein bisheriges Leben ohne längere feste Bindungen als Womanizer verbracht hat. Seine neue Eroberung ist die junge Marin, die mit ihm zum Strandhaus ihrer Mutter fährt, wo die beiden ihr erstes gemeinsames Wochenende verbringen wollen. Wider Erwarten werden sie dort jedoch von Marins Mutter Erica, einer Theaterautorin, und deren Schwester Zoe überrascht.
Nach dem ersten Schock zeigt sich Erica, die Harry zunächst für einen Einbrecher hält, von ihrer liberalen Seite: Sie, ihre Tochter und deren mehr als doppelt so alter Liebhaber beschließen, das Wochenende gemeinsam im Strandhaus zu verbringen.
Schon am ersten gemeinsamen Abend erleidet Harry einen Herzinfarkt und muss in die Notaufnahme des Krankenhauses eingeliefert werden. Dort treffen die Frauen auf den jungen Arzt Julian Mercer, der auf den ersten Blick von Erica, deren Theaterstücke er kennt, fasziniert ist. Harry weigert sich, im Krankenhaus zu bleiben, allerdings ist er auch nicht reisefähig. Ehe Erica weiß, wie ihr geschieht, quartiert ihre Tochter Harry in ihrem Strandhaus ein, wo er sich unter der Obhut ihrer Mutter einige Tage lang erholen soll. Nach ein paar Tagen trennt Harry sich von Marin.
Julian nutzt einen Patientenbesuch, sich mit Erica zu verabreden. Doch auch Harry knüpft erste zarte Bande zu der Theaterautorin. Aus dem vorübergehenden Zusammenleben der beiden scheint sich eine echte Liebesbeziehung zu entwickeln. Doch kaum ist Harry wieder genesen, sieht Erica ihn mit einer deutlich jüngeren Frau in einem Restaurant. Erica ist verletzt. Sie trennt sich von Harry, der sich nicht an sie binden will, und verarbeitet ihre Gefühle in einer Liebeskomödie, die sie für das Theater schreibt. Auch Julian tritt wieder in ihr Leben.
Sechs Monate später kommt es zu einer Begegnung in Paris: Julian und Erica feiern in einem Restaurant Ericas Geburtstag. Harry kommt hinzu und wird gebeten zu bleiben. Im Laufe des gemeinsamen Abends zeigt sich, dass zwischen ihm und Erica noch immer mehr ist als eine freundschaftliche Verbundenheit. Das erkennt auch Julian, der den beiden Zeit gibt, sich über ihre Gefühle im Klaren zu werden. Nun endlich gesteht Harry Erica seine Liebe.

## Kritiken
„Anfänglich präzise inszenierte Komödie voller Sprachwitz und mit einem fesselnden Hauptdarsteller, die aber bald ihren Erzählrhythmus verliert und zu immer gröberen Mitteln greift.“

## Preise
Diane Keaton erhielt für ihre Leistung den Golden Globe Award in der Kategorie Beste Schauspielerin in einer Komödie. Sie wurde außerdem für den Oscar für die beste weibliche Hauptrolle nominiert. 
Jack Nicholson erhielt eine Golden-Globe-Nominierung.
Die Deutsche Film- und Medienbewertung FBW in Wiesbaden verlieh dem Film das Prädikat wertvoll.